# Nettmühle
Die Nettmühle war eine an der Nette gelegene Wassermühle in der Gemeinde Wachtendonk mit einem unterschlächtigen Wasserrad.

## Geographie
Die Nettmühle hat ihren Standort an der Nette, Müllemer Straße 1, in der Gemeinde Wachtendonk Kreis Kleve in Nordrhein-Westfalen. Die Nette hat hier eine Höhe von ca. 33 m über NN.
Die Pflege und Unterhaltung des Gewässers obliegt dem Netteverband, der in Nettetal seinen Sitz hat.

## Geschichte
Die Nettmühle gehörte zu den Mühlen des Grafen Schaesberg zu Krickenbeck. Die Mühle stammt vermutlich aus dem 16. Jahrhundert. Sie wurde bis 1963 mit Wasserkraft betrieben. Ab dieser Zeit wurde auch ein Elektromotor zusätzlich wechselweise eingesetzt. Nach der Ablösung des Staurechtes bei der Flurbereinigung wurden das Wasserrad und die drei Mahlgänge ausgebaut. Der Mahlbetrieb wurde mit einer neuen Hammermühle im Mühlengebäude und nach 1972 in einer neuen Halle weiter geführt. Das alte Mühlenhaus dient heute als Wohngebäude.

## Galerie

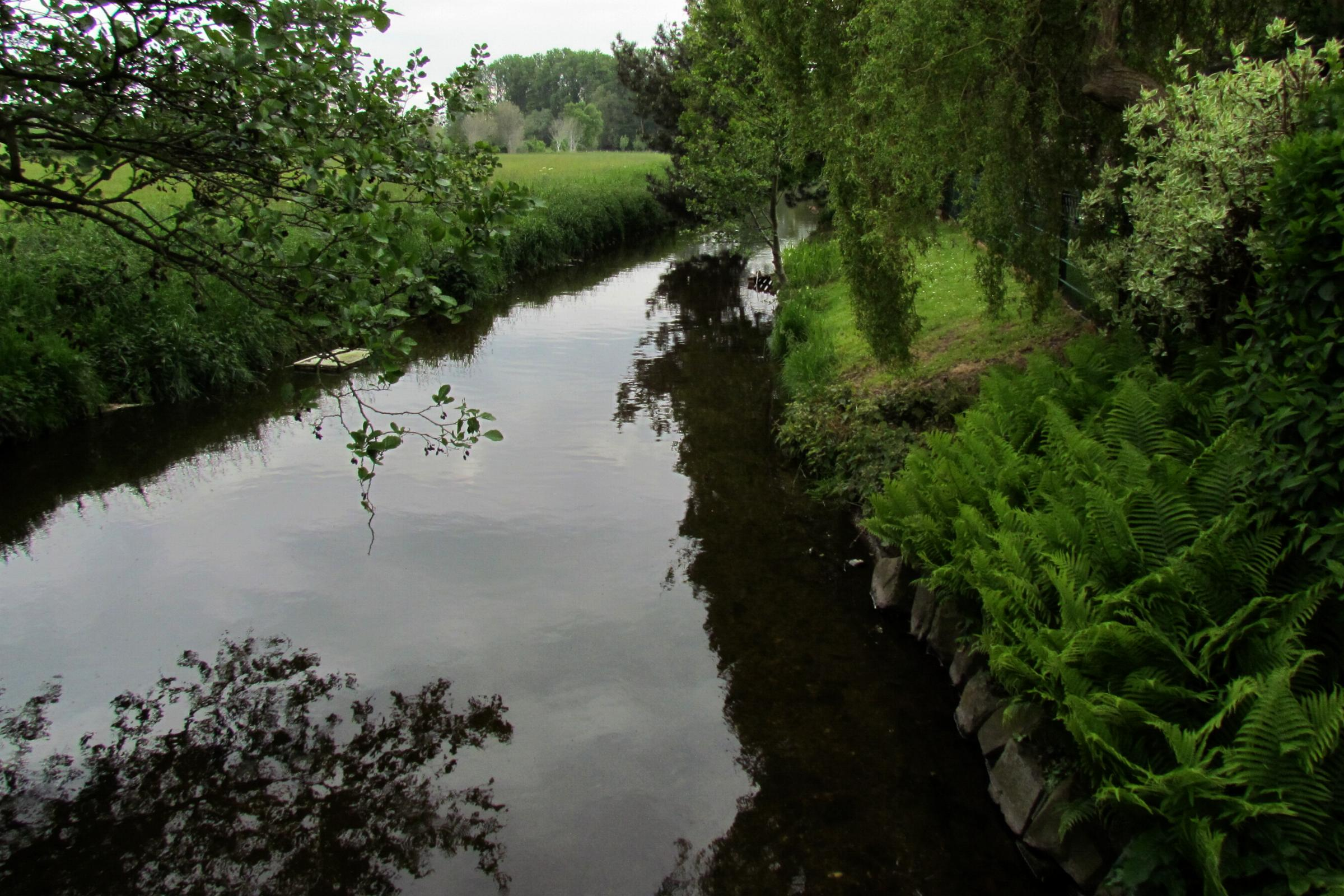
Die Nette an der Nettmühle
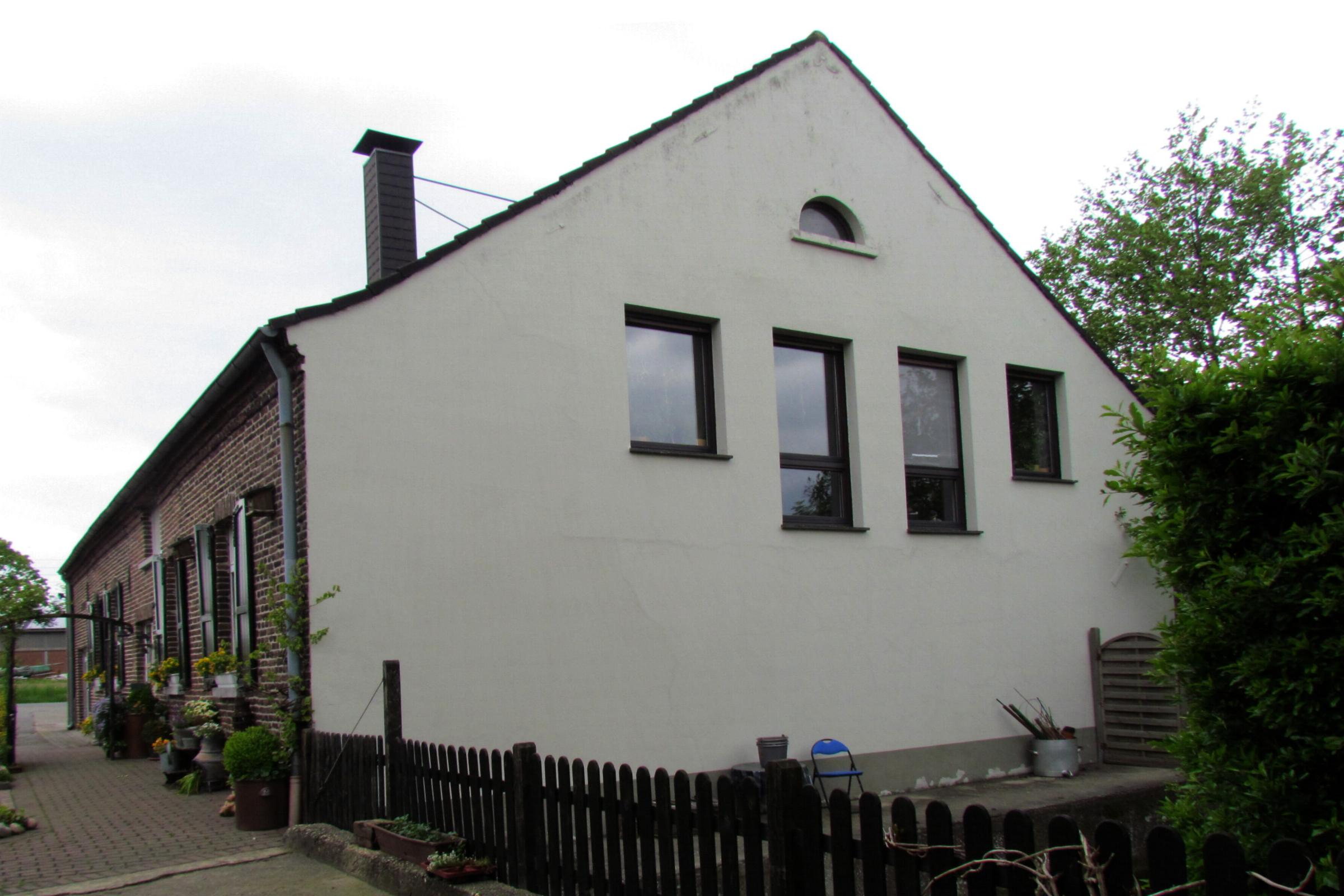
Wasserseite der Nettmühle ohne Wasserrad
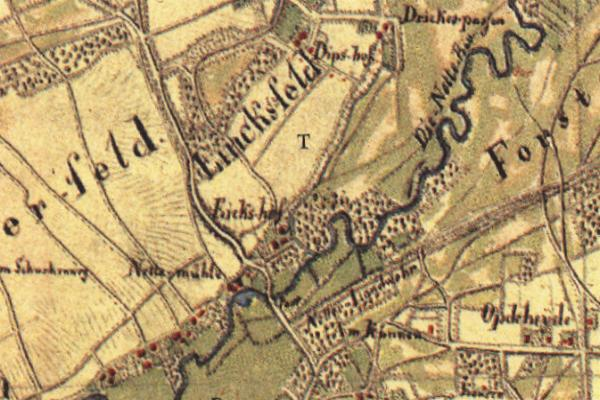
Tranchotkarte Nr. 34 1802/04